# Dubai World Central Residential City
Centro de Dubai World City residencial es el residenciales de desarrollo actualmente en construcción en Dubái World Central. Fase II se extenderá sobre una superficie de 184 hectáreas de la tierra, se ser la fase más grande de la RDC, al concluir que va a invitar a 53.000 personas. 
El conjunto de la ciudad de Dubái World Central acomodará a 25.000 personas y de empleadores estima que más de 20.000. 
En el desarrollo se encuentran escuelas, hospitales, centros de salud, centros de culto, oficinas de correos, estaciones de policía, defensa civil y bibliotecas públicas.